# Liste der Länderspiele der belizischen Futsalnationalmannschaft
Die Auswahl aus Belize nahm erstmals 2016 am UNCAF Futsal Turnier teil. Sie verlor ihre Spiele sehr deutlich und schied bereits in der Vorrunde aus.
| Nr. | Datum      | Ergebnis | Gegner      | Austragungsort      | Anlass               | Bemerkung                        |
| --- | ---------- | -------- | ----------- | ------------------- | -------------------- | -------------------------------- |
| 01  | 28.01.2016 | 2:9      | El Salvador | Ciudad de Guatemala | UNCAF Futsal Turnier | 1. Länderspiel gegen El Salvador |
| 02  | 27.01.2016 | 0:15     | Panama      | Ciudad de Guatemala | UNCAF Futsal Turnier | 1. Länderspiel gegen Panama      |